# Coryphaenoides striaturus
Coryphaenoides striaturus is een straalvinnige vissensoort uit de familie van rattenstaarten (Macrouridae). De wetenschappelijke naam van de soort is voor het eerst geldig gepubliceerd in 1925 door Barnard.